# Костоправ, Георгий Антонович
Георгий Антонович Костоправ (27 октября (9 ноября) 1903, Малоянисоль — 14 февраля 1938) — румейский советский писатель, поэт и драматург. Основатель национальной литературы греков Украины, редактор мариупольской греческой газеты «Коллективистис», советник ЦК КПУ по вопросам нацменьшинств.

## Биография
Георгий Антонович Костоправ родился 27 октября (по старому стилю) 1903 года в селе Малый Янисоль в семье волостного писаря. Учился сначала в двуклассной школе, а затем — в Мариупольском реальном училище.
Первые публикации его стихов на русском языке были сделаны в 1934 году в мариупольских газетах «Ильичёвец» и «Голос труда» в 1924 году.
С декабря 1927 года работает секретарём отдела кадров на металлургическом заводе им. Ильича.
С 1931 года Георгий Костоправ начинает писать на греческом языке. В июне 1932 года становится сотрудником литературной газеты «Коллективитис», где работает до дня своего ареста. Позже создаёт и возглавляет два литературных объединения начинающих поэтов, пишущих на румейском языке. Среди его учеников Василий Галла, Антон Шапурма, Леонтий Кирьяков и другие. Печатается в периодике «Социалистический Донбасс», «Литературный Донбасс», «Комсомолец Донбасса», «Приазовский рабочий», мариупольских альманахах «Флогомитрес спитес» («Искры, предвещающие пламя»), «Ниотита»(«Молодость»), детских журналах «Неос махитис» и «Пионерос».
В 1934 году участвует в Первом съезде советских писателей и становится членом Союза писателей СССР.
В 1934 и 1935 годах принимает участие в конференциях советских писателей, пишущих на греческом языке в Ростове-на-Дону.
В 1936 году женится на Ольге Евгеньевне Маслаковой.
В 1937 году участвует в республиканском пушкинском пленуме Союза писателей Украины.
Арестован в ночь с 23 на 24 декабря 1937 года в ходе так называемой «греческой операции». 14 февраля 1938 года приговорён к высшей мере наказания и в тот же день расстрелян. Реабилитирован в 1957 году.

## Произведения
Книги:
- «Автобиография», 1932 год.
- Τα προτα βιματα («Первые шаги», сборник стихов и переводов), 1933 год.
- Λεοντις Χοναγπεις (поэма «Леонтий Хонагбей»), 1934 год.
- «Калимера, зисимо!» («Здравствуй, жизнь!»), 1937 год.
- «Здравствуй, жизнь!» (в переводе на русский язык), 1963 год.

Переводы Тараса Шевченко, Максима Рыльского, Владимира Сосюры, Пушкина, Чехова, Максима Горького, Николая Тихонова. Повести, пьесы для Мариупольского греческого театра.

## Память о Костоправе
- Памятник в селе Малый Янисоль (авторы Лель Кузминков и Валентин Константинов)
- Мемориальная доска в городе Мариуполе (автор Н. Киберт).

6 ноября 2003 года к столетию со дня рождения поэта в Мариуполе на здании, где размещалась редакция греческой газеты «Колехтивистис» — на доме 35 по проспекту Мира была помещена, при участии фонда «Мемориал» и Федерации греческих обществ Украины, доска в память о Георгии Костоправе.
- Мемориальная доска Г. А. Костоправу в г. Мариуполе (пр-т Мира, д. 35).
- В ходе российского вторжения на Украину доска, возможно, была утрачена. На фасаде дома сохранились лишь следы от ее крепления к стене.